# Kuibyschewskoje
Kuibyschewskoje (russisch Куйбышевское, deutsch Petersdorf, Kreis Wehlau, litauisch Sudava, auch: Peterkaimiai) ist ein Ort in der russischen Oblast Kaliningrad im Rajon Gwardeisk. Die Siedlung gehört zur kommunalen Selbstverwaltungseinheit Stadtkreis Gwardeisk.

## Geographische Lage
Kuibyschewskoje liegt fünf Kilometer nordöstlich von Snamensk (Wehlau) an der russischen Fernstraße A 229 (einstige deutsche Reichsstraße 1, heute auch Europastraße E 28 und E 77). Snamensk ist die nächste Bahnstation an der Bahnstrecke Kaliningrad–Nesterow (Königsberg–Stallupönen/Ebenrode), einem Teilstück der früheren Preußischen Ostbahn.

## Geschichte
Der bis 1946 Petersdorf  genannte Ort ist ein altes Kirchdorf, später mit zwei Gütern und einer Mühle, die sich einen Kilometer nordöstlich der Ortsmitte befand, ausgestattet. Das Gründungsdatum des Dorfes liegt im Jahre 1339, damals noch Heroldisdorf genannt. Zwischen 1874 und 1945 war Petersdorf in den damals neu geschaffenen Amtsbezirk Taplacken (heute russisch: Talpaki) eingegliedert, der zum Kreis Wehlau im Regierungsbezirk Königsberg der preußischen Provinz Ostpreußen gehörte.
Im Jahre 1910 waren in Petersdorf 388 Einwohner registriert. Ihre Zahl stieg bis 1933 auf 485 und betrug 1939 noch 464.
In Folge des Zweiten Weltkrieges kam Petersdorf mit dem gesamten nördlichen Ostpreußen im Jahre 1945 zur Sowjetunion und erhielt 1947 die russische Bezeichnung Kuibyschewskoje. Von 1947 bis 2005 gehörte der Ort zum Dorfsowjet bzw. Dorfbezirk Talpakinski selski Sowet bzw. Kuibyschewski selski Sowet/okrug, dessen Verwaltungssitz der Ort zeitweise auch war. Im Jahr 2005 wurde Kuibyschewskoje in die neu gebildete Landgemeinde Sorinskoje selskoje posselenije eingegliedert. Nach deren Auflösung im Jahr 2014 kam der Ort in den Stadtkreis Gwardeisk. 

### Kuibyschewski selski Sowet/okrug (1947–)2005
Der Dorfsowjet wurde im Juni 1947 als Talpakinski selski Sowet (ru. Талпакинский сельский Совет) eingerichtet. Sein Verwaltungssitz war zunächst der Ort Talpaki (Taplacken). Im Jahr 1954 wurde der Verwaltungssitz nach Kuibyschewskoje verlegt und der Dorfsowjet in Kuibyschewski selski Sowet (ru. Куйбышевский сельский Совет, Kuibyschewski selski Sowet) umbenannt. Vor 1988 wurde der Verwaltungssitz wieder nach Talpaki verlegt. Nach dem Zerfall der Sowjetunion bestand die Verwaltungseinheit als Dorfbezirk Kuibyschewski selski okrug (ru. Куйбышевский сельский округ). Im Jahr 2005 wurden im Rahmen der kommunalen Selbstverwaltung die verbliebenen Orte des Dorfbezirks in die neu gebildete Landgemeinde Sorinskoje selskoje posselenije eingegliedert.
| Ortsname                              | Name bis 1947/50                            | Bemerkungen |
| ------------------------------------- | ------------------------------------------- | --- |
| Amurskoje (Амурское)                  | Nalegau                                     | Der Ort wurde 1950 umbenannt und vermutlich vor 1988 an den Ort Krasny Jar angeschlossen.                                             |
| Bolschaja Olchowka (Большая Ольховка) | Groß Skaticken, 1938–1945: Skaten           | Der Ort wurde 1947 umbenannt und vor 1975 verlassen, nachdem er zuvor vermutlich noch an den Ort Olchowka angeschlossen worden war.   |
| Bolschije Gorki (Большие Горки)       | (Groß) Weißensee                            | Der Ort wurde 1947 umbenannt. |
| Bolschije Topki (Большие Топки)       | Pareyken                                    | Der Ort wurde 1947 umbenannt und vor 1975 verlassen.                                                                                  |
| Brody (Броды)                         | Brandlacken                                 | Der Ort wurde 1947 umbenannt und vor 1975 verlassen, nachdem er zuvor vermutlich noch an den Ort Krasny Jar angeschlossen worden war. |
| Bykowskoje (Быковское)                | Drusken                                     | Der Ort wurde 1950 umbenannt und vermutlich vor 1975 an den Ort Dalneje angeschlossen.                                                |
| Dalneje (Дальнее)                     | Groß Schirrau                               | Der Ort wurde 1947 umbenannt. |
| Diwnoje (Дивное)                      | Alt Ilischken                               | Der Ort wurde 1947 umbenannt. |
| Doroschnoje (Дорожное)                | Stadthausen                                 | Der Ort wurde 1950 umbenannt und vor 1975 verlassen.                                                                                  |
| Dubrowskoje (Дубровское)              | Lapischken, 1938–1945: Fuchshügel           | Der Ort wurde 1950 umbenannt und vor 1975 verlassen.                                                                                  |
| Kawkasskoje (Кавказское)              | Neu Schirrau                                | Der Ort wurde 1950 umbenannt und vor 1975 verlassen.                                                                                  |
| Klenowoje (Кленовое)                  | Klein Aßlacken                              | Der Ort wurde 1950 umbenannt und vor 1975 verlassen.                                                                                  |
| Klewernoje (Клеверное)                | (Groß) Aßlacken                             | Der Ort wurde 1950 umbenannt und vermutlich vor 1988 an den Ort Dalneje angeschlossen.                                                |
| Krasny Jar (Красный Яр)               | Parnehnen                                   | Der Ort wurde 1947 umbenannt. |
| Kuibyschewskoje (Куйбышевское)        | Petersdorf                                  | Der Ort wurde 1947 umbenannt und war von 1954 bis vor 1988 der Verwaltungssitz.                                                       |
| Letneje (Летнее)                      | Senklerkrug                                 | Der Ort wurde 1950 umbenannt und verlor vor 1975 seine Eigenständigkeit.                                                              |
| Liwny (Ливны)                         | Stobingen                                   | Der Ort wurde 1947 umbenannt. |
| Malaja Olchowka (Малая Ольховка)      | Reinlacken                                  | Der Ort wurde 1947 umbenannt und vor 1975 verlassen.                                                                                  |
| Malyje Gorki (Малие Горки)            | Klein Weißensee                             | Der Ort wurde 1947 umbenannt und vermutlich vor 1975 an den Ort Bolschije Gorki angeschlossen.                                        |
| Malyje Topki (Малие Топки)            | Wachlacken                                  | Der Ort wurde 1947 umbenannt und vor 1975 verlassen.                                                                                  |
| Nesterowskoje (Нестеровское)          | Agnesenhof                                  | Der Ort wurde 1950 umbenannt und 1997 aus dem Ortsregister gestrichen.                                                                |
| Odesskoje (Одесское)                  | Kawerningken 1938–1945: Kawernicken         | Der Ort wurde 1950 umbenannt und vor 1975 an den Ort Olchowka angeschlossen.                                                          |
| Olchowka (Ольховка)                   | Köllmisch Damerau                           | Der Ort wurde 1947 umbenannt. |
| Orechowo (Орехово)                    | Wilkendorf                                  | Der Ort wurde 1947 umbenannt und vermutlich vor 1988 an den Ort Talpaki angeschlossen.                                                |
| Radolsnoje (Раздольное)               | Klinglacken                                 | Der Ort wurde 1947 umbenannt und vor 1975 verlassen.                                                                                  |
| Sarutscheinoje (Заручейное)           | Guttschallen                                | Der Ort wurde 1950 umbenannt und vermutlich vor 1988 an den Ort Dalneje angeschlossen.                                                |
| Surikowo (Суриково)                   | Klein Schirrau                              | Der Ort wurde 1950 umbenannt und vor 1975 verlassen.                                                                                  |
| Talpaki (Талпаки)                     | Taplacken                                   | Der Ort wurde 1947 umbenannt und war bis 1954 und wiederum ab vor 1988 der Verwaltungssitz.                                           |
| Tamanskoje (Таманское)                | Wilkendorfshof                              | Der Ort wurde 1950 umbenannt und vor 1975 verlassen.                                                                                  |
| Tichnoje (Тихное)                     | Klein Papuschienen, 1938–1945: Kleingrauden | Der Ort wurde 1950 umbenannt und vor 1975 verlassen.                                                                                  |
| Wereschtschagino (Верещагино)         | Kolm                                        | Der Ort wurde 1950 umbenannt und verlor vor 1975 seine Eigenständigkeit.                                                              |

## Kirche
Siehe dazu den Hauptartikel → Kirche Petersdorf (Ostpreußen)

### Kirchengebäude
Bei der Kirche in Petersdorf handelt es sich um einen Feldsteinbau aus dem letzten Viertel des 14. Jahrhunderts mit schönem Ostgiebel und einem vorgesetzten Turm aus dem 15. Jahrhundert. Bis 1945 diente das Gebäude als evangelisches Gotteshaus. Die Kirche überstand den Zweiten Weltkrieg unbeschädigt, fand dann aber keine Nutzung und verfiel. Heute stehen nur noch die Turmruine und der Ostgiebel. Ein vor dem Gebäude aufgestelltes Russisches Kreuz lässt auf eine Übernahme der Gebäudereste durch die Russisch-Orthodoxe Kirche schließen.

### Kirchengemeinde
Petersdorf war schon in vorreformatorischer Zeit ein Kirchdorf. Die Kirchengemeinde wurde um 1368 gegründet. Die lutherische Reformation fand hier recht früh Eingang, bis 1945 war das Kirchspiel – es war das größte im Kreis Wehlau – in den Kirchenkreis Wehlau in der Kirchenprovinz Ostpreußen der Kirche der Altpreußischen Union eingegliedert. Die Pfarrei Petersdorf versorgte 1925 – im Jahr einer Volkszählung – 3.897 Gemeindeglieder.
Aufgrund von Flucht und Vertreibung der einheimischen Bevölkerung kam das kirchliche Leben zum Erliegen. Kuibyschewskoje liegt heute im Einzugsbereich einer in den 1990er Jahren neu entstandenen evangelisch-lutherischen Kirchengemeinde in Talpaki (Taplacken), einer Filialgemeinde der Auferstehungskirche in Kaliningrad (Königsberg) in der Propstei Kaliningrad der Evangelisch-lutherischen Kirche Europäisches Russland.